# 1967
1967 (MCMLXVII) a fost un an obișnuit al calendarului gregorian, care a început într-o zi de duminică.

## Evenimente

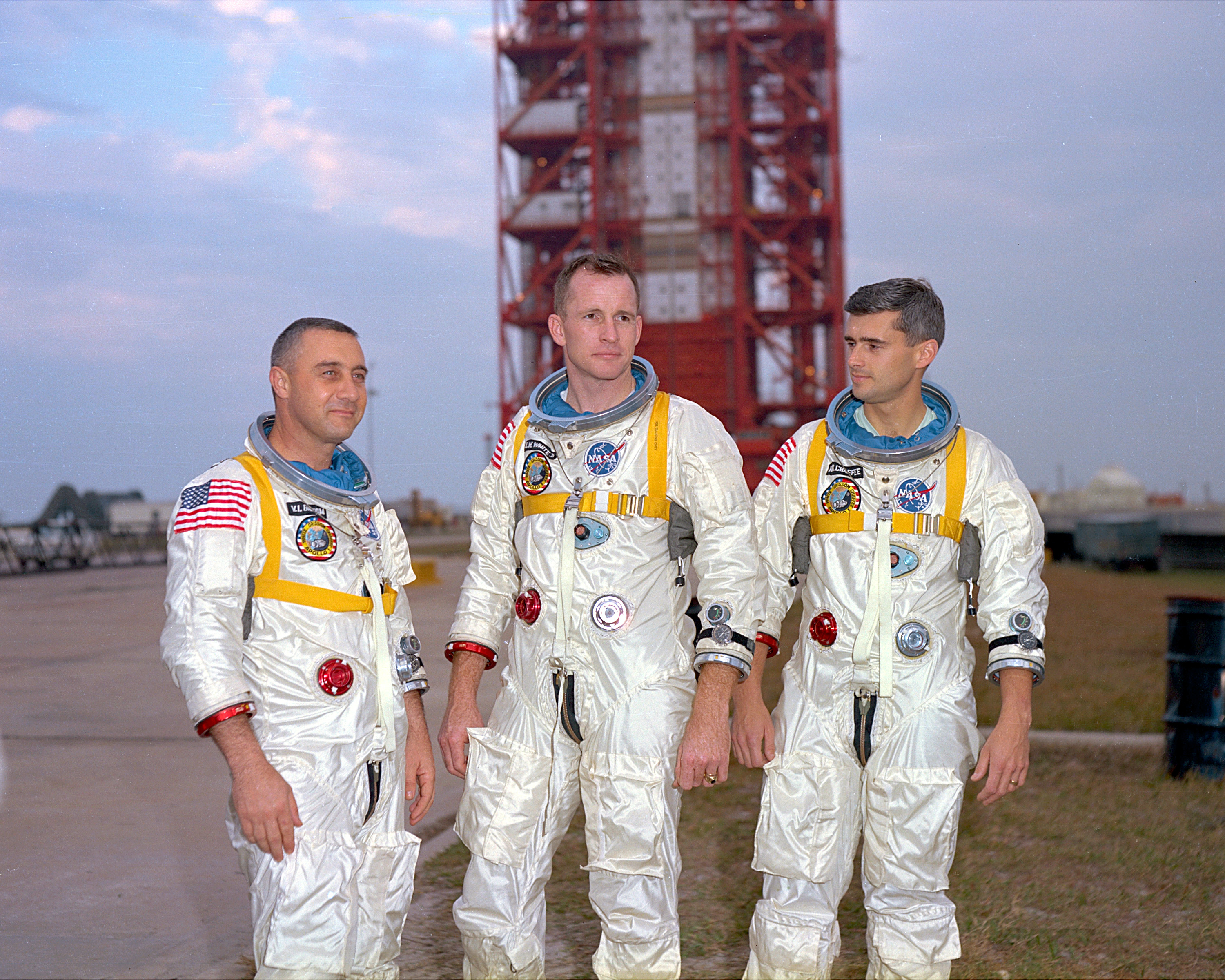
27 ianuarie: Întreg echipajul Apollo 1 moare în timpul testelor de la sol.

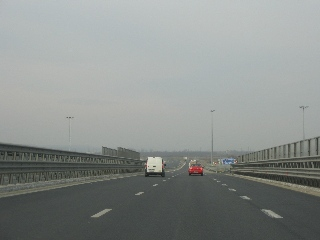
4 februarie: A început construcția primei autostrăzi din România - autostrada București-Pitești.

### Ianuarie
- 26 ianuarie: Parlamentul Regatului Unit decide să naționalizeze 90% din industria britanică de oțel.
- 27 ianuarie: Semnarea de către URSS, SUA și Marea Britanie a Tratatului privind utilizarea pașnică a spațiului cosmic pentru următorii 60 de ani (a intrat în vigoare la 10 octombrie).
- 27 ianuarie: Trei astronauți americani, Gus Grissom, Ed White și Roger Chaffee, au murit, fiind carbonizați de o flacără izbucnită la bordul navetei spațiale „Apollo 1”, în timpul simulării unei lansări a acesteia de la Cape Canaveral, Statele Unite.
- 31 ianuarie: Germania de Vest și România stabilesc relații diplomatice. România va fi singura țară comunistă care menține relații cu Israelul după Războiul de șase zile.

### Februarie
- 4 februarie: A început construcția primei autostrăzi din România - Autostrada A1- București-Pitești.
- 7 februarie: Guvernul chinez anunță că nu mai poate garanta siguranța diplomaților sovietici în afara clădirii ambasadei sovietice.
- 15 februarie: Uniunea Sovietică anunță că a trimis trupe în apropierea granițelor cu China.
- 24 februarie: Moscova interzice "statelor satelit" să întrețină relații diplomatice cu Germania de Vest.
- 26 februarie: Test nuclear sovietic în estul Kazahstanului.
- 27 februarie: Dominica își câștigă independența față de Marea Britanie.

### Martie
- 6 martie: Fiica lui Iosif Stalin, Svetlana Allilueva, a depus o cerere oficială de azil politic la ambasada americană din India.
- 28 martie: Papa Paul al VI-lea emite enciclica Populorum Progressio.
- 29 martie: Este lansat Le Redoutable, primul submarin nuclear francez.
- 31 martie: Jimi Hendrix și-a ars chitara la London's Astoria Theatre. A fost spitalizat pentru că și-a ars mâinile.

### Aprilie
- 5 aprilie: Stabilirea de relații diplomatice între România și Canada.
- 8 aprilie: Se constituie Automobil Clubul Român (ACR), care preia atribuțiile Asociației Automobiliștilor din România.
- 12 aprilie: Este inaugurat Teatrul Ahmanson.
- 15 aprilie: Mari demonstrații împotriva războiului din Vietnam la New York și San Francisco.
- 21 aprilie: Regatul Greciei este preluat de o dictatură militară condusă de George Papadopoulos; ex prim-ministru Andreas Papandreou devine prizonier politic la 25 decembrie.
- 24 aprilie: A fost lansată nava cosmică sovietică "Soiuz–1", pilotată de Vladimir Komarov, care devine primul astronaut ucis în timpul misiunilor spațiale; naveta s-a prăbușit la aterizare.

### Mai
- 1 mai: Elvis Presley se căsătorește cu Priscilla Beaulieu la Las Vegas.
- 19 mai: Iuri Andropov devine șeful KGB-ului.
- 29 mai: Karol Wojtyla, viitorul Papă Ioan Paul al II-lea, este numit cardinal.

1 iunie: The Beatles lansează cel de-al optulea album de studio, Sgt. Pepper's Lonely Hearts Club Band.

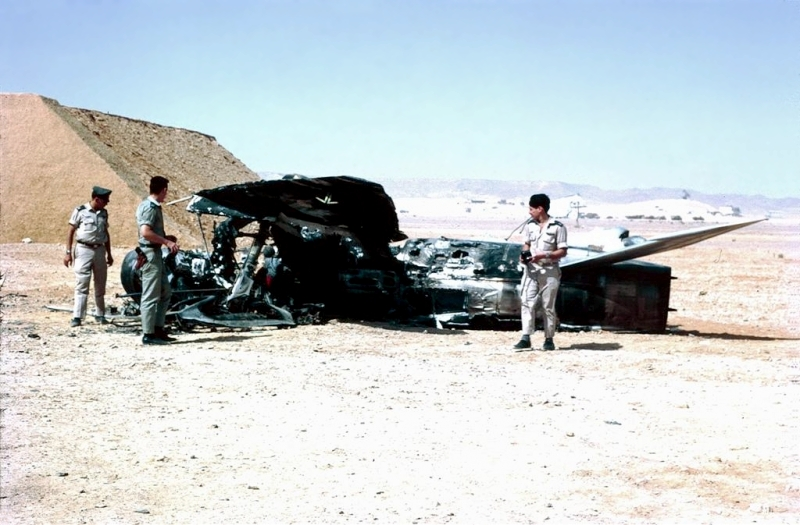
5-10 iunie: Războiul de șase zile dintre Israel și vecinii săi arabi.

### Iunie
- 1 iunie: The Beatles lansează cel de-al optulea album de studio, Sgt. Pepper's Lonely Hearts Club Band.
- 5 iunie: A început al treilea dintr-o serie de șase războaie arabo-israeliene (Războiul de șase zile), cu atacul Israelului asupra Egiptului, Iordaniei și Siriei. Și acest război s-a încheiat cu ocuparea de către Israel a unor zone din teritoriul arab.
- 12 iunie: Venera-4 devine prima sondă ce intră în atmosfera planetei Venus.
- 14 iunie: China testează prima sa bombă cu hidrogen.
- 26 iunie: Papa numește 276 noi cardinali (printre ei și Karol Wojtyła).
- 27 iunie: Primul ATM (Automated Teller Machine) din lume este instalat în fața unei bănci Barclays din Enfield, Londra, fiind invenția lui John Shepherd-Barron.

### Iulie
- 5 iulie: Israelul anexează Fâșia Gaza.

### August
- 1 august: Israelul declară anexarea Ierusalimului de Est.

### Septembrie
- 3 septembrie: În Vietnamul de Sud, generalul Nguyen Van Thieu câștigă cu 38% din voturi, alegerile la președinția țării.

### Octombrie
- 8 octombrie: Liderul Che Guevara și oamenii lui au fost capturați în Bolivia.
- 9 octombrie: Che Guevara a fost executat în Bolivia la o zi după ce a fost prins.
- 10 octombrie: Intră în vigoare Tratatul privind utilizarea pașnică a spațiului cosmic pentru următorii 60 de ani, semnat de către URSS, SUA și Marea Britanie la 27 ianuarie 1967.
- 13 octombrie: S-a desfășurat, la București, primul colocviu internațional consacrat operei lui Constantin Brâncuși.
- 18 octombrie: Stația interplanetară automată Venus–4, lansată la 12 iunie 1967, a atins suprafața planetei Venus.
- 29 octombrie: S-a inaugurat Stadionul Central din Craiova, cu ocazia meciului internațional de fotbal dintre echipele României și Poloniei.

### Decembrie
- 3 decembrie: Chirurgul sud-african Christian Barnard a efectuat, cu succes, primul transplant de inimă din lume.
- 9 decembrie: Marea Adunare Națională a ales în funcția de președinte al Consiliului de Stat pe Nicolae Ceaușescu, în locul lui Chivu Stoica.
- 13 decembrie: Regele Constantin al II-lea al Greciei fuge din țară, când încercarea sa de lovitură de stat eșuează.
- 24 decembrie: Se înființează trupa rock Creedence Clearwater Revival.

### Nedatate
- Comunitatea Europeană (CE). Organizație înființată prin fuzionarea dintre Comunitatea Economică Europeană, Comunitatea Europeană a Cărbunelui și Oțelului și Comunitatea Europeană pentru Energie Atomică (din 1993, prin Tratatul de la Maastricht devine Uniunea Europeană).
- Corneliu Mănescu devine primul președinte al Adunării Generale a ONU care provine dintr-un stat comunist.
- McDonnell Douglas Corp. Producător american de avioane militare cu reacție, aeronave comerciale și vehicule spațiale. A apărut în urma fuzionării dintre McDonnell Aircraft Co. (fondată în 1939) și Douglas Co. (fondată în 1921). Firma a fost cumpărată în 1997 de Boeing Co.
- Polonia este prima țară din lume care organizează olimpiada internațională de fizică a elevilor.
- SUA adoptă pușca de asalt semiautomată M16 (AR-15) ca armă standard în armată. A fost concepută de Eugene M. Stoner.
- Suedia este prima țară din lume care legalizează pornografia.

## Arte, știință, literatură și filozofie
- 15 ianuarie: Louis Leakey anunță descoperirea unei fosile pre-umane în Kenya; a numit specia Kenyapithecus africanus.
- 14 februarie: Aretha Franklin înregistrează Respect (va fi lansat în aprilie).
- 1 iunie: The Beatles lansează albumul Sgt. Pepper's Lonely Hearts Club Band.
- 5 august: Pink Floyd lansează albumul lor de debut The Piper at the Gates of Dawn în Marea Britanie.
- Charlie Chaplin lansează ultimul său film, A Countess From Hong Kong, în Marea Britanie.
- Marin Preda publică vol. II din Moromeții.

## Nașteri

### Ianuarie

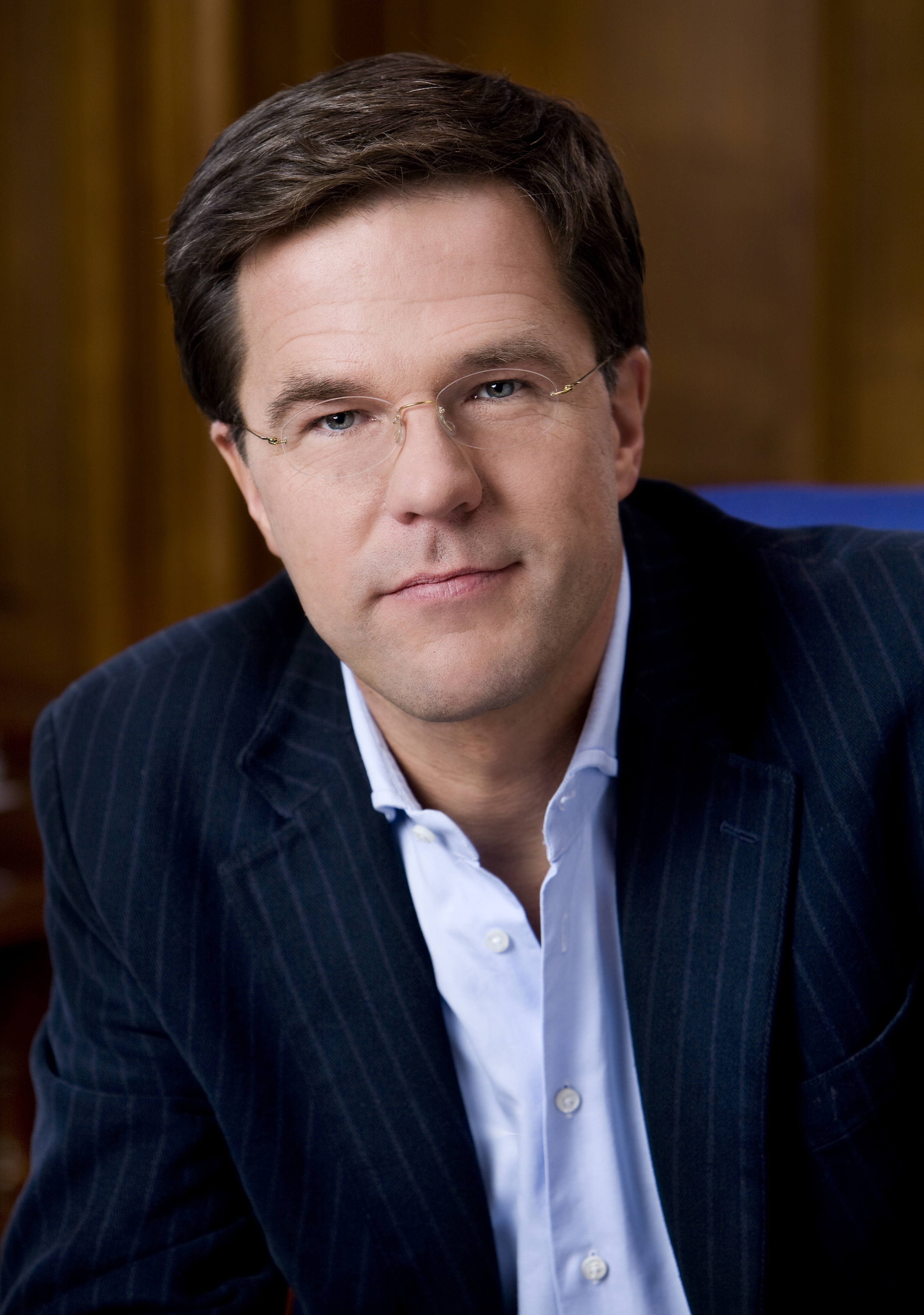
Mark Rutte, politician olandez, prim-ministru al Țărilor de Jos
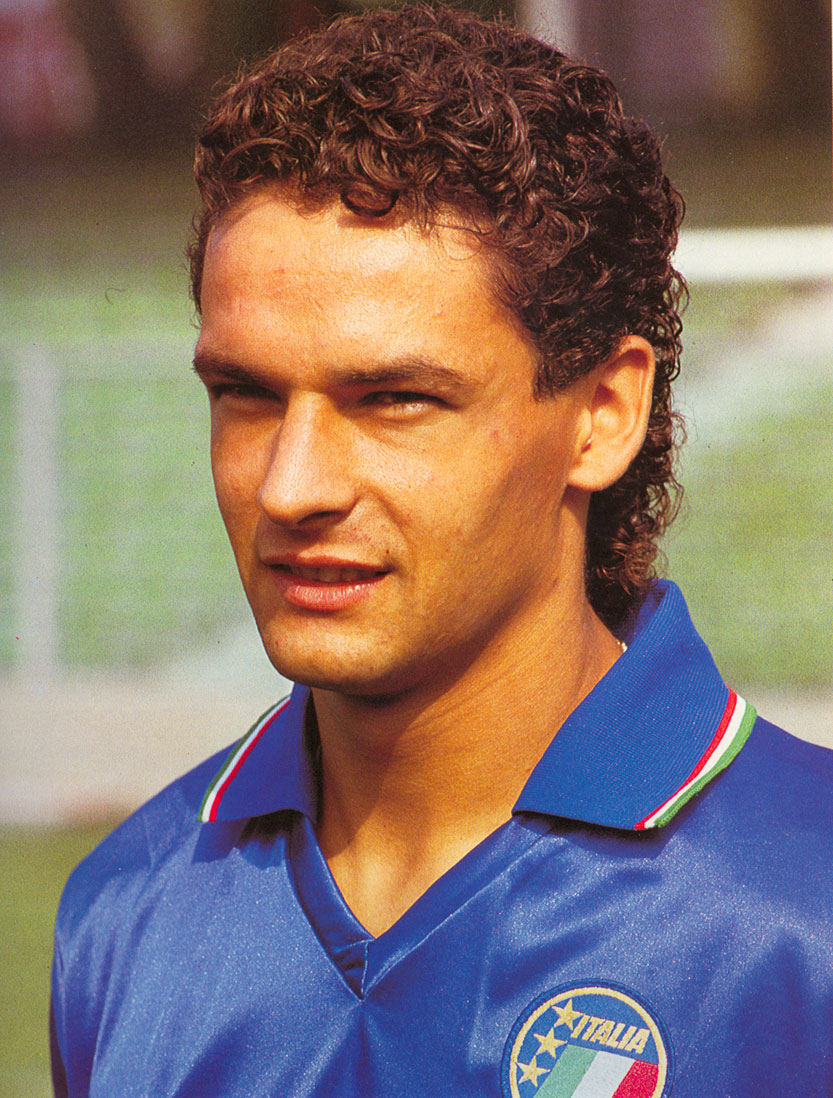
Roberto Baggio, fotbalist italian
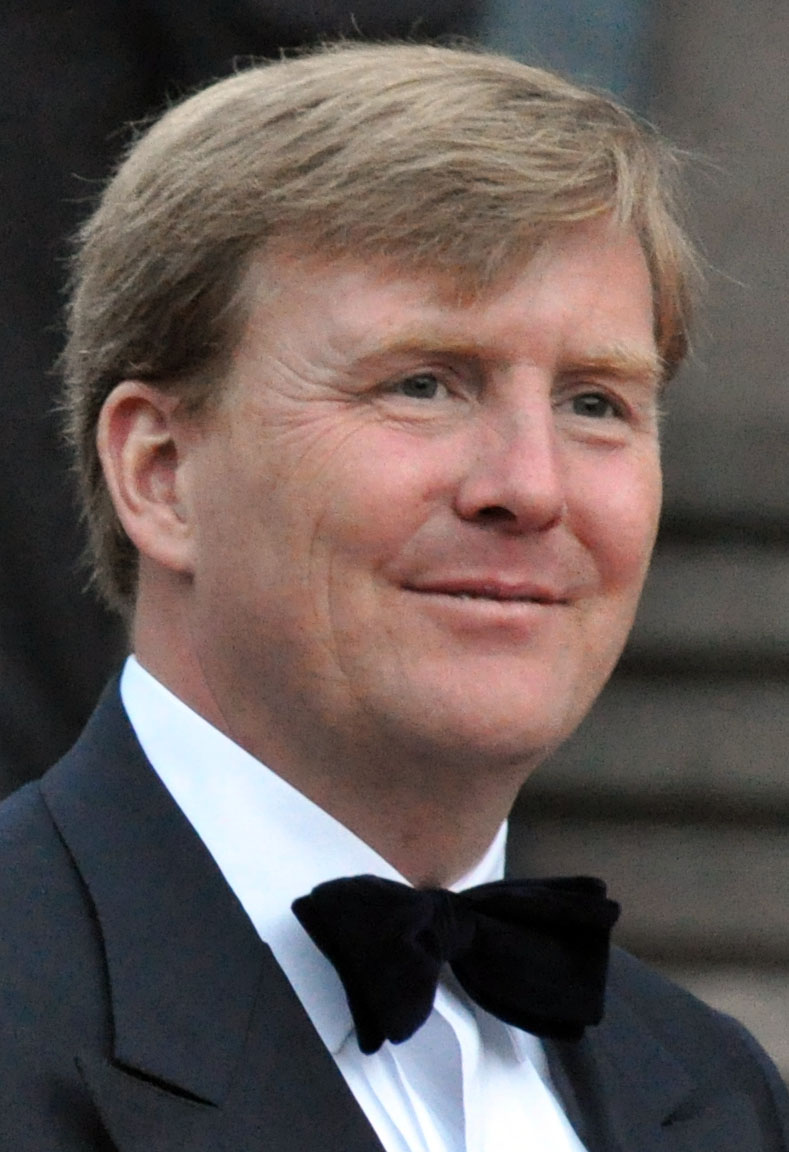
Regele Willem-Alexander al Țărilor de Jos

- 1 ianuarie: Allamaye Halina, diplomat și om de stat din Ciad, prim-ministru
- 1 ianuarie: Igor Pavliuk, scriitor ucrainean
- 2 ianuarie: Basile Boli, fotbalist francez
- 2 ianuarie: Tia Carrere (n. Althea Rae Janairo), actriță americană de film
- 5 ianuarie: Joe Flanigan, actor american de film
- 7 ianuarie: Nicholas Clegg, politician britanic
- 8 ianuarie: Guilherme Fontes, actor brazilian
- 8 ianuarie: Robert Sylvester Kelly, cântăreț și compozitor american
- 9 ianuarie: Claudio Paul Caniggia, fotbalist argentinian (atacant)
- 14 ianuarie: Emily Watson, actriță engleză
- 14 ianuarie: Zakk Wylde, muzician american
- 17 ianuarie: Valentin Robu, canotor român
- 18 ianuarie: Anjem Choudary, musulman englez social și activist politic
- 18 ianuarie: Iván Luis Zamorano Zamora, fotbalist chilian (atacant)
- 19 ianuarie: Adrian Borza, compozitor român
- 22 ianuarie: Ioan Balan, politician român
- 29 ianuarie: Philippe Besson, scriitor francez
- 31 ianuarie: Chad Channing, muzician american
- 31 ianuarie: Roberto Palazuelos, actor mexican

### Februarie
- 1 februarie: Ioan Dîrzu, politician român
- 1 februarie: Jessica Stockmann, actriță germană
- 1 februarie: Victor Țopa, politician din R. Moldova
- 2 februarie: Catherine Flemming, actriță germană
- 3 februarie: Lucia-Ana Varga, politiciană română
- 6 februarie: Viorica Neculai, canotoare română
- 6 februarie: Ioana Olteanu, canotoare română
- 7 februarie: Nicolae Ciucă, general român
- 8 februarie: Florin Niculescu, muzician român
- 10 februarie: Marcel Răducan, politician din R. Moldova
- 14 februarie: Mark Rutte, om politic, prim-ministru al Țărilor de Jos (din 2010)
- 15 februarie: Syed Kamall, politician britanic
- 15 februarie: Richard Siken, poet american
- 16 februarie: Eluned Morgan, politiciană britanică
- 18 februarie: Roberto Baggio, fotbalist italian (atacant)
- 18 februarie: Colin Jackson, atlet britanic
- 18 februarie: Costel Șoptică, politician român
- 19 februarie: Sven Erik Kristiansen, solist vocal norvegian
- 20 februarie: Kurt Donald Cobain, cântăreț, chitarist și compozitor american (Nirvana), (d. 1994)
- 20 februarie: Dănuț Dobre, canotor român
- 20 februarie: Kath Soucie, actriță americană
- 22 februarie: Dragan Đilas, om politic sârb
- 22 februarie: Gheorghe Falcă, politician român
- 22 februarie: Avi Gabbay, politician israelian
- 23 februarie: Tetsuya Asano, fotbalist japonez
- 26 februarie: Kazuyoshi Miura, fotbalist japonez (atacant)
- 27 februarie: Dănuț Lupu, fotbalist român
- 28 februarie: Dragoș Neagu, canotor român

### Martie
- 1 martie: Stuart Conquest, șahist britanic
- 3 martie: Nicolae Guță (n. Nicolae Linguraru), cântăreț român
- 5 martie: Jon Jones, scenarist britanic
- 6 martie: Glenn Greenwald, jurnalist și scriitor american
- 6 martie: Mihai Tudose, om politic român
- 9 martie: Sulfina Barbu, politiciană română
- 10 martie: Daniel-Cătălin Zamfir, senator român
- 11 martie: Reka Szabo, scrimeră română
- 12 martie: Jenny Erpenbeck, regizoare de film, germană
- 13 martie: Nicu Fălcoi, politician și aviator român
- 13 martie: Fantastic Plastic Machine (n. Tomoyuki Tanaka), DJ japonez
- 15 martie: Julia Biedermann, actriță germană
- 16 martie: Dan Dediu, compozitor român
- 18 martie: Anna Hedh, politiciană suedeză
- 20 martie: Bajram Begaj, politician și ofițer militar albanez, Președinte al Albaniei
- 22 martie: Mario Cipollini, ciclist italian
- 22 martie: Jan van Helsing, autor german

### Aprilie
- 1 aprilie: Dragoș Moștenescu, actor și scenarist român
- 3 aprilie: Malena Engström, actriță suedeză
- 7 aprilie: Alex Christensen, muzician german
- 7 aprilie: Alexandru Rădulescu, politician român
- 9 aprilie: Sam Harris, scriitor american
- 12 aprilie: Shinkichi Kikuchi, fotbalist japonez (portar)
- 12 aprilie: Nicolae Țaga, canotor român
- 14 aprilie: Jeff Jarrett, wrestler american
- 18 aprilie: Maria Bello, actriță americană
- 22 aprilie: Artur Cozma, politician din R. Moldova
- 25 aprilie: Elan Schwartzenberg (n. Emilian Schwartzenberg), om de afaceri român
- 27 aprilie: Willem-Alexander (n. Willem-Alexander Claus George Ferdinand), actualul monarh al Regatului Țărilor de Jos (din 2013)
- 27 aprilie: Erik Thomson, actor australian
- 30 aprilie: Ausra Fridrikas, handbalistă austriacă

### Mai
- 1 mai: Ioan Botiș, politician român
- 3 mai: Liliana Sbîrnea, politiciană română
- 5 mai: Cristian Dumitru Pustai, fotbalist român (atacant)
- 6 mai: Adrian Covic, medic nefrolog român
- 6 mai: Daniel Tătaru, matematician român
- 7 mai: Béla Glattfelder, politician maghiar
- 8 mai: Tatiana Botnariuc, politiciană din R. Moldova
- 10 mai: Nobuhiro Takeda, fotbalist japonez (atacant)
- 15 mai: Veronica Necula, canotoare română
- 16 mai: Virgil Widrich, regizor austriac
- 17 mai: Radu Țîrle, politician român
- 18 mai: Heinz Harald Frentzen, pilot german de Formula 1
- 19 mai: Lucian Romașcanu, manager și politician român
- 23 mai: Anna Ibrisagic, politiciană suedeză
- 25 mai: Ancelin Roseti, scriitor român
- 29 mai: Noel Thomas David Gallagher, muzician britanic (Oasis)

### Iunie

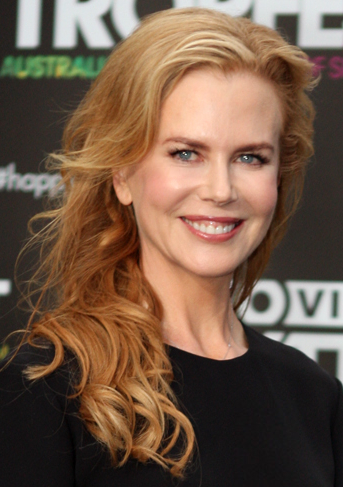
Nicole Kidman, actriță australiană de film, laureată a Premiului Oscar
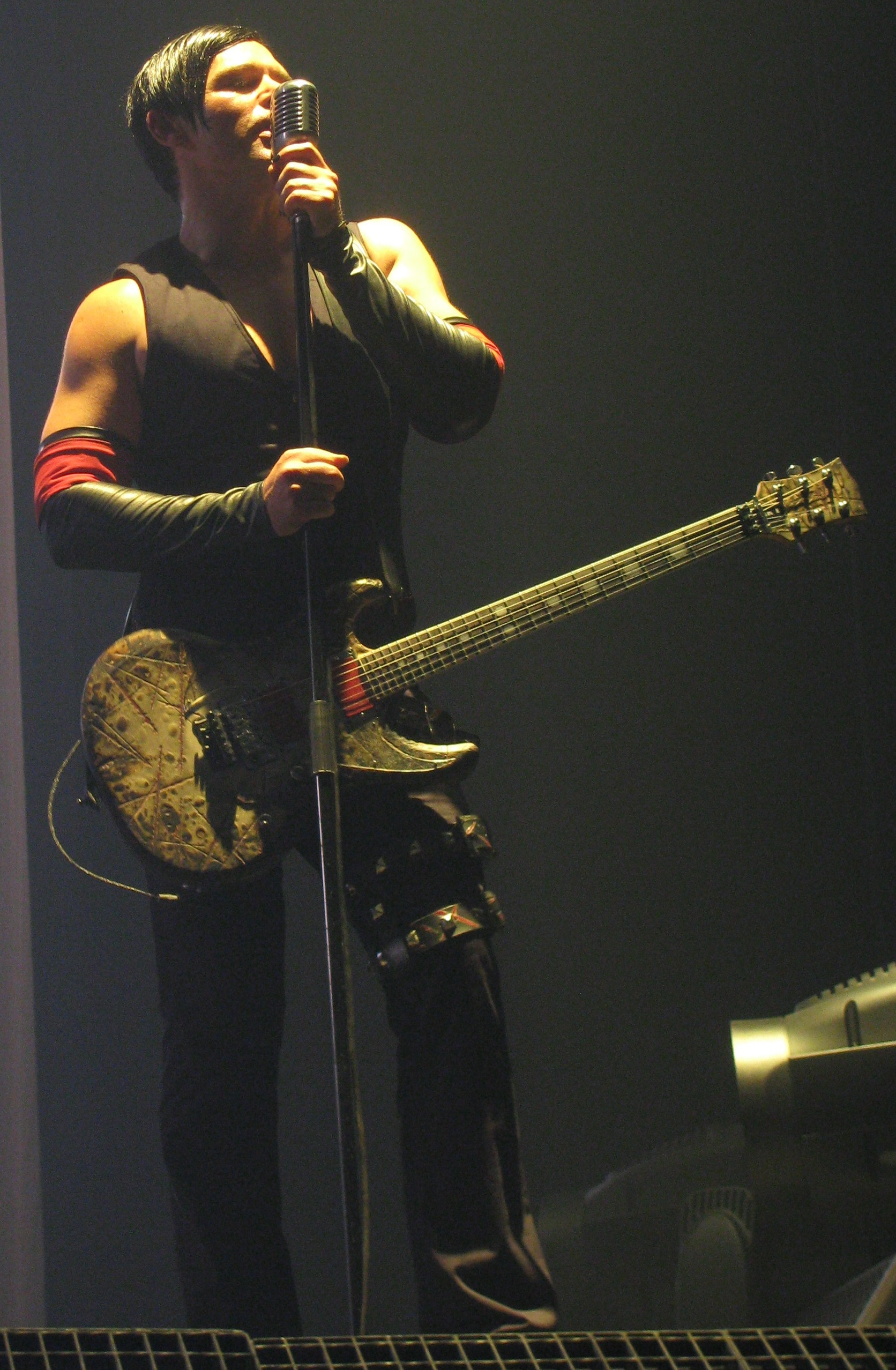
Richard Zven Kruspe, muzician, chitarist și cântăreț german (Rammstein/Emigrate)
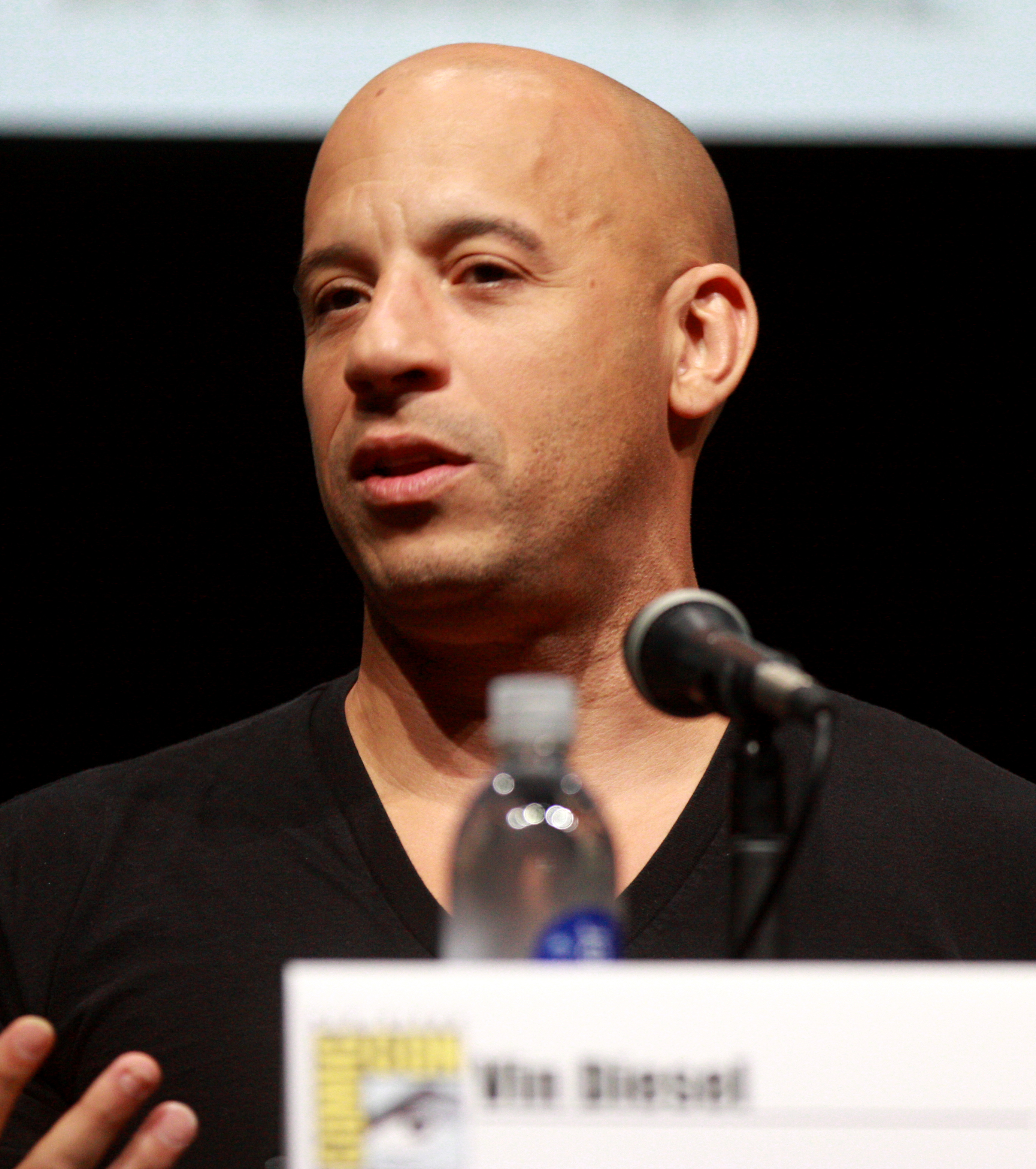
Vin Diesel, actor, regizor și producător american
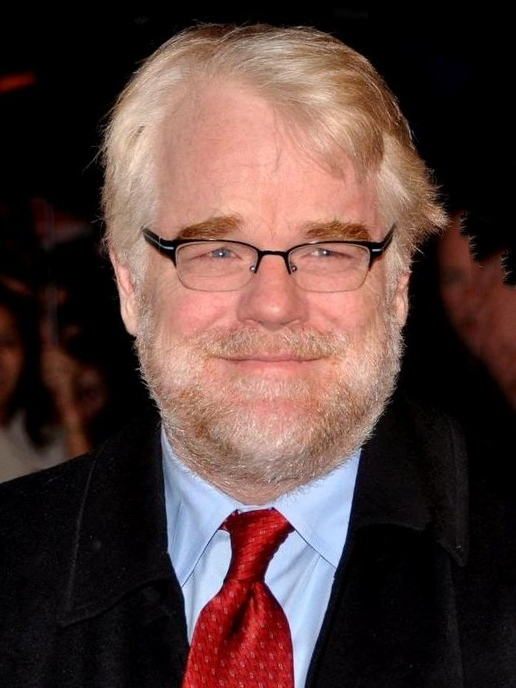
Philip Seymour Hoffman, actor american de film, laureat al Premiului Oscar

- 1 iunie: Vlad-Octavian Moisescu, politician român
- 3 iunie: Alexandru Stoianoglo, om politic, Procuror General al Republicii Moldova
- 5 iunie: Costel Grasu, atlet român
- 5 iunie: Jacek Protasiewicz, politician polonez
- 6 iunie: Paul Giamatti, actor american
- 7 iunie: Malina (cântăreață), cântăreață bulgară
- 7 iunie: Cristina-Adela Foișor, șahistă română (d. 2017)
- 7 iunie: Yuji Sakakura, fotbalist japonez
- 8 iunie: Gheorghe Erizanu, jurnalist român
- 10 iunie: Pavel Badea, fotbalist român
- 10 iunie: Katja Weitzenböck, actriță germană
- 11 iunie: Isabela Garcia, actriță braziliană
- 11 iunie: Eugen Neață, politician român
- 12 iunie: Dan Tudor, actor și regizor român de teatru și film
- 15 iunie: Suha Beșara, scriitoare libaneză
- 17 iunie: Zinho (Crizam César de Oliveira Filho), fotbalist și antrenor brazilian
- 18 iunie: Jörg Leichtfried, politician austriac
- 20 iunie: Nicole Kidman, actriță australiană de film, laureată a Premiului Oscar pentru cea mai bună actriță (2002)
- 23 iunie: Ștefan Stoica, fotbalist român (atacant)
- 24 iunie: Corina Crețu, politiciană română
- 24 iunie: Richard Zven Kruspe (n. Sven Kruspe), muzician, chitarist și cântăreț german (Rammstein/Emigrate)
- 25 iunie: Valentin Ștefan, fotbalist român
- 26 iunie: Benoît Hamon, politician francez
- 27 iunie: Roxana Daniela Dumitrescu, scrimeră română

### Iulie
- 1 iulie: Pamela Anderson (Pamela Denise Anderson), fotomodel și actriță canadiană
- 2 iulie: Florinel Stancu, politician român
- 3 iulie: Iulia Bobeică, canotoare română
- 3 iulie: Bogdan Pascu, om politic român
- 4 iulie: Mădălina Sava, jurnalistă română (d. 2008)
- 5 iulie: Gheorghe Bălăceanu, fotbalist român
- 6 iulie: Mihaela Stoica, politiciană română
- 8 iulie: Magnus Erlingmark, fotbalist suedez
- 8 iulie: Hanno Höfer, regizor de film, român
- 11 iulie: Daniel Chițoiu, economist român
- 12 iulie: Luis Abinader, om de stat dominican, președintele Republicii Dominicane
- 12 iulie: Cătălin Avramescu, jurnalist român
- 13 iulie: Adrian Vîlcu, actor român
- 14 iulie: Marius Gherman, sportiv român (gimnastică artistică)
- 14 iulie: Mădălina Manole, cântăreață, compozitoare și instrumentistă română (d. 2010)
- 16 iulie: Mihaela Stănuleț, sportivă română (gimnastică artistică)
- 17 iulie: Jules De Martino, muzician britanic
- 18 iulie: Vin Diesel (n. Mark Sinclair Vincent), actor, regizor și producător american
- 19 iulie: Robb Flynn (n. Lawrence Matthew Cardine), muzician american (Machine Head)
- 19 iulie: Dumitru Răducanu, canotor român
- 20 iulie: Ghiorghi Kvirikașvili, politician georgian, economist și medic
- 22 iulie: Doina Robu, canotoare română
- 22 iulie: Ileana Șipoteanu, interpretă română de muzică ușoară
- 23 iulie: Philip Seymour Hoffman, actor american de film, laureat al Premiului Oscar (2005), (d. 2014)
- 24 iulie: Slobodan Despot, jurnalist elvețian
- 25 iulie: Matthew Steven LeBlanc, actor american
- 26 iulie: Neil Brook Johnson, regizor de film, australian

### August
- 1 august: Anders Samuelsen, politician danez
- 2 august: Marin Dună, fotbalist (atacant) și antrenor român
- 4 august: Christel Schaldemose, politiciană daneză
- 8 august: Florin Motroc, fotbalist român
- 10 august: Claudius Mihail Zaharia, om politic român
- 11 august: Massimiliano Allegri, fotbalist și antrenor italian
- 13 august: Jeanine Áñez, politiciană boliviană
- 13 august: Vasile Brătianu, fotbalist român
- 14 august: Marian Avram, politician român
- 14 august: Cornel Penescu, om de afaceri român
- 15 august: Nicolae Vasilescu, politician român
- 16 august: Jason Everman, muzician american
- 16 august: Mihai Gheorghiu, politician român
- 16 august: Donovan Leitch, actor britanic
- 16 august: Aurel-Horea Soporan, politician român
- 17 august: David Conrad, actor american
- 17 august: Adina Cristescu, actriță română (d.2023)
- 19 august: Leontin Florian Grozavu, fotbalist român
- 21 august: Carrie-Anne Moss, actriță canadiană
- 21 august: Serj Tankian, muzician american
- 22 august: Adewale Akinnuoye-Agbaje, actor britanic
- 22 august: Layne Thomas Staley, cântăreț american (Alice in Chains), (d. 2002)
- 24 august: Alina Radu, jurnalistă din R. Moldova
- 26 august: Michael Gove, om politic britanic
- 26 august: Oleg Sîrbu, politician din R. Moldova
- 27 august: Igor Dobrovolski, fotbalist ucrainean
- 27 august: Cătălin Dorian Florescu, psiholog elvețian și scriitor
- 30 august: Gelil Eserghep, om politic român

### Septembrie
- 1 septembrie: Victor-Gheorghe Manea, deputat român
- 3 septembrie: Kamer Daron Acemoglu, economist american de etnie turcă
- 3 septembrie: Zacharie Benedek, politician român
- 3 septembrie: Valeriu Ștefan Zgonea, om politic român
- 4 septembrie: Ion Popa, politician român
- 6 septembrie: Macy Gray (n. Natalie Renee McIntyre), cântăreață, textieră și actriță americană

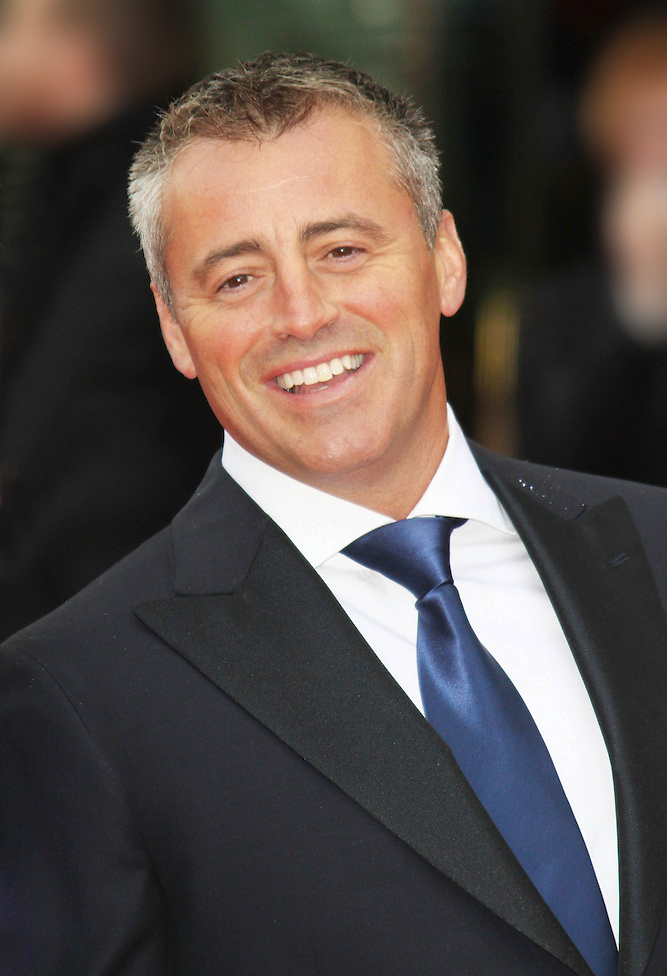
Matt LeBlanc, actor american
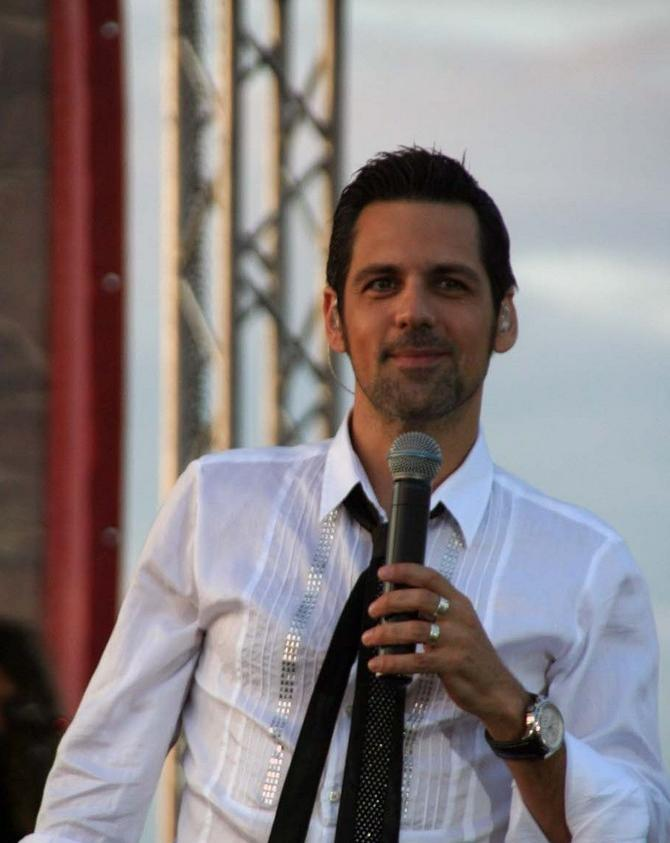
Ștefan Bănică Jr., actor, cântăreț, compozitor, producător și regizor român
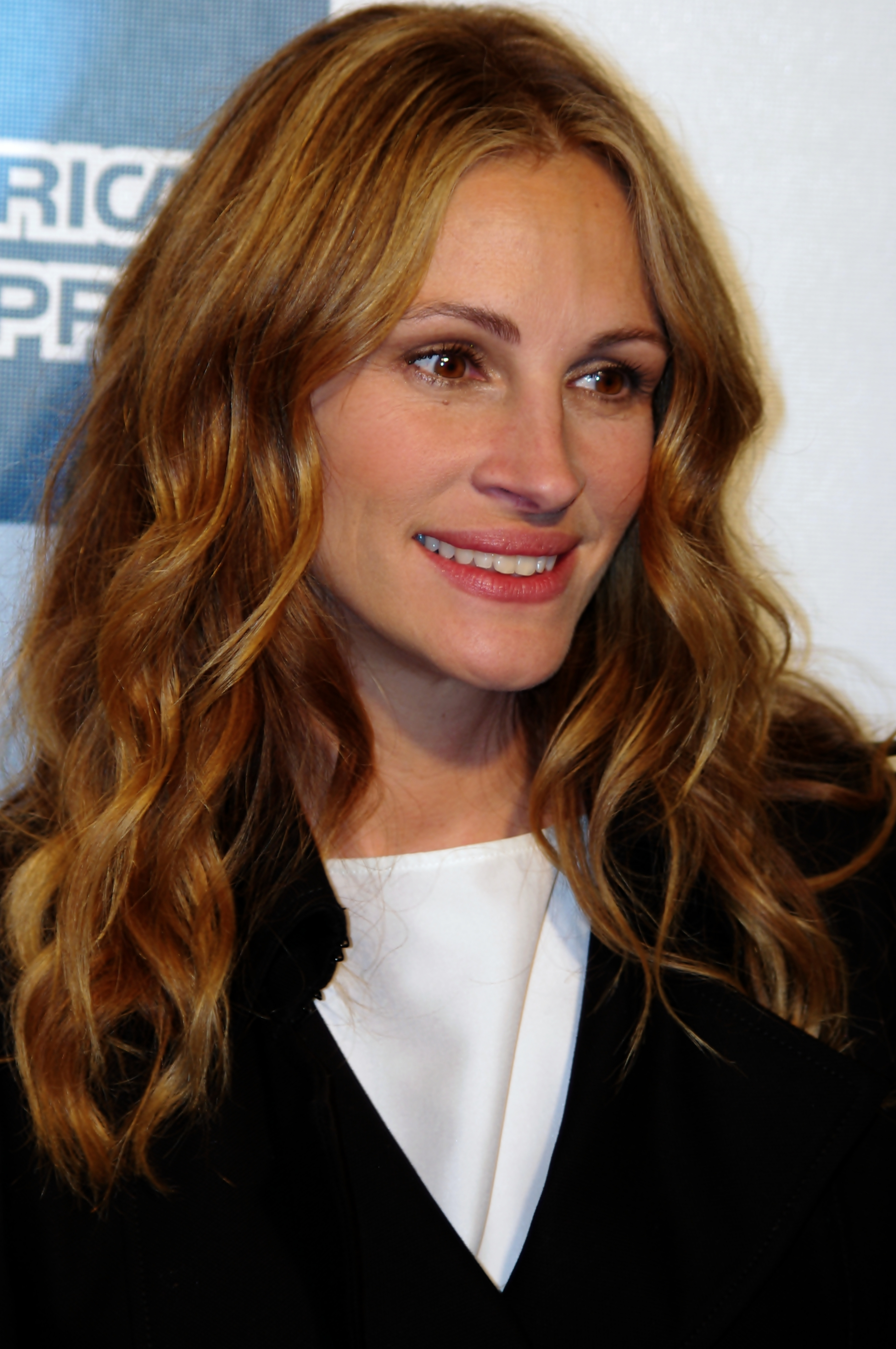
Julia Roberts, actriță și producătoare americană, laureată a Premiului Oscar
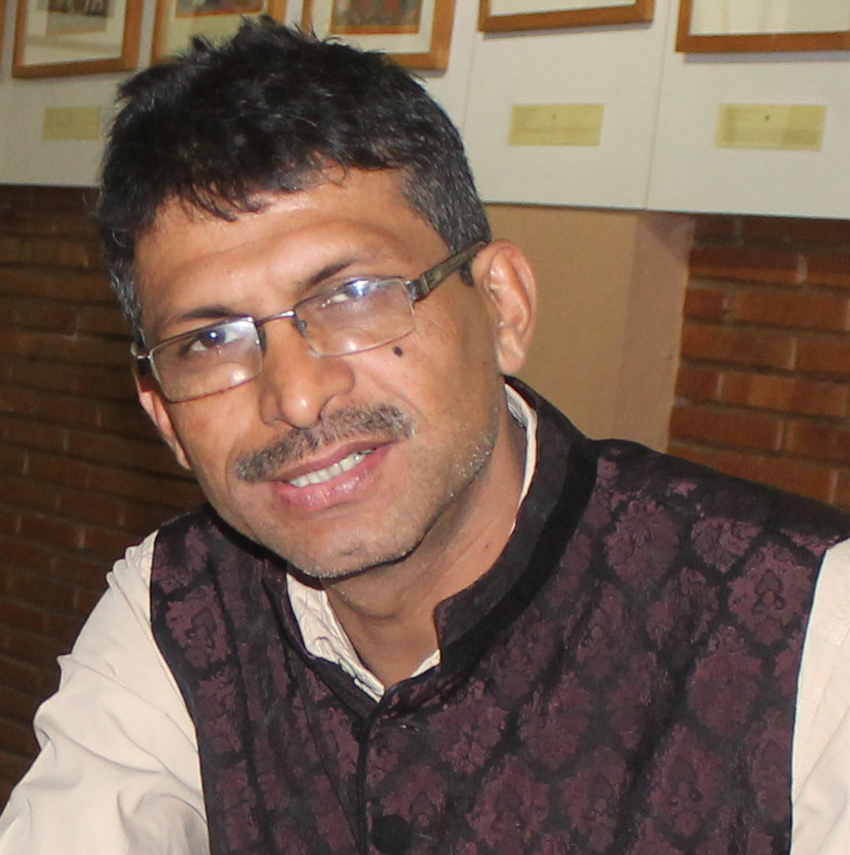
Suman Pokhrel, poet, textier, traducător și artist
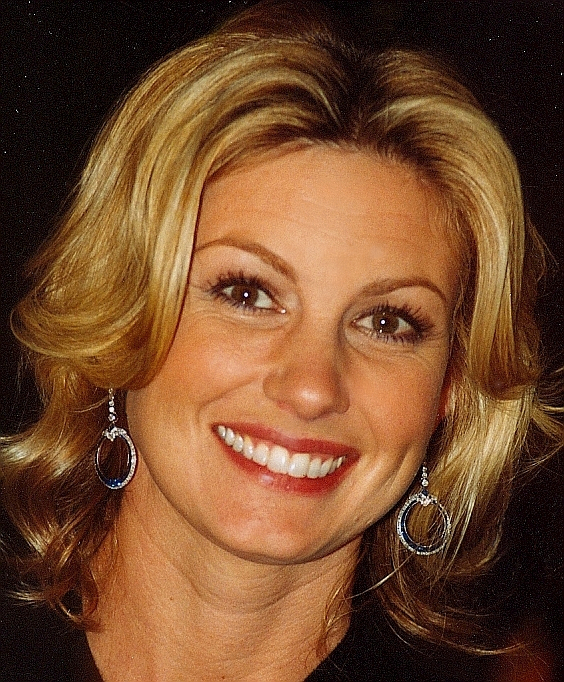
Faith Hill, interpretă americană de muzică country

- 11 septembrie: Adriana Săftoiu, om politic român
- 13 septembrie: Gábor Gerstenmájer, fotbalist român de etnie maghiară
- 13 septembrie: Slobodan Kovač, voleibalist sârb
- 14 septembrie: Cezar Petry, scriitor român
- 15 septembrie: Violeta Ivanov, politiciană din R. Moldova
- 18 septembrie: Masami Ihara, fotbalist japonez
- 20 septembrie: Constantin Trușcă, politician român
- 21 septembrie: Faith Hill (n. Audrey Faith Perry), cântăreață americană
- 21 septembrie: Suman Pokhrel, poet, textier, traducător și artist
- 22 septembrie: Cătălin Baba, profesor universitar român
- 22 septembrie: Félix Savón, boxer cubanez
- 23 septembrie: Masashi Nakayama, fotbalist japonez (atacant)
- 28 septembrie: Mihai Cioroianu, alpinist de altitudine român (d. 1999)
- 28 septembrie: Alexandri Nicolae, politician român
- 29 septembrie: Horațiu Cioloboc, fotbalist român
- 29 septembrie: Felicia Țilea-Moldovan, atletă română (d.2025)
- 29 septembrie: Meskie Shibru-Sivan, actriță israeliană
- 30 septembrie: Ionel Chebac, fotbalist român
- 30 septembrie: Vladimir Cosse, fotbalist din R. Moldova (atacant)
- 30 septembrie: Teodora Enache-Brody, cântăreață română

### Octombrie
- 1 octombrie: Petru Godiac, politician din R. Moldova
- 1 octombrie: Daniel Timofte, fotbalist și antrenor român
- 3 octombrie: Mioara Mantale, politiciană română
- 4 octombrie: Marius Cheregi, fotbalist român
- 4 octombrie: Isaac Liev Schreiber, actor american
- 5 octombrie: Guy Pearce, actor și muzician australian de etnie britanică
- 7 octombrie: Adam Taubitz, muzician german
- 9 octombrie: Eddie Guerrero, wrestler mexican
- 9 octombrie: Gheorghe Popescu, fotbalist român
- 10 octombrie: Laura Stoica (n. Adriana-Laurenția Stoica), interpretă română de muzică rock și pop, compozitoare și actriță (d. 2006)
- 10 octombrie: Șerban-Cezar Strătilă, politician român
- 10 octombrie: Bogdan Uritescu, actor român
- 17 octombrie: Anca Pătrășcoiu, înotătoare română
- 17 octombrie: Ilie Stan, fotbalist și antrenor român
- 18 octombrie: Ștefan Bănică Jr., actor, cântăreț, compozitor, producător și regizor român, fiul actorului și cântărețului Ștefan Bănică Sr.
- 18 octombrie: Petru Nicolae Ioțcu, politician român
- 18 octombrie: Hunor Kelemen, politician român de etnie maghiară
- 19 octombrie: Stefano Pesce, actor italian
- 19 octombrie: Judith Suminwa, economistă și femeie de stat din Republica Democrată Congo (RDC), prim-ministră
- 23 octombrie: Mirela Barbălată, sportivă română (gimnastică artistică)
- 24 octombrie: Radu Niculescu, actor român de teatru și film
- 26 octombrie: Petru Movilă, om politic român
- 27 octombrie: Scott Weiland, muzician american (d. 2015)
- 28 octombrie: Julia Roberts, actriță și producătoare americană, laureată a Premiului Oscar pentru cea mai bună actriță (2000)
- 28 octombrie: Sophie, Prințesă Ereditară a Liechtensteinului
- 28 octombrie: Octavian Ursu, politician german
- 31 octombrie: Jean-Noël Grandhomme, istoric francez
- 31 octombrie: Vanilla Ice (n. Robert Matthew Van Winkle), rapper și actor american

### Noiembrie
- 2 noiembrie: Viorel Ion, fotbalist român

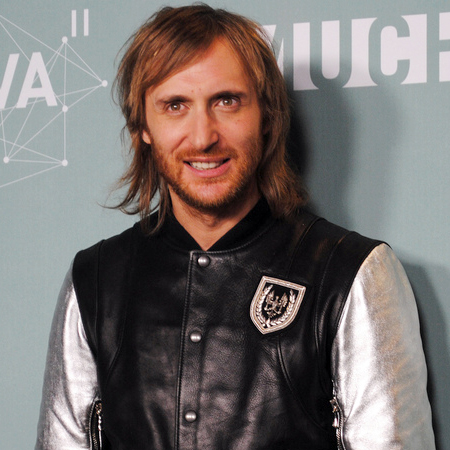
David Guetta, DJ și producător muzical francez
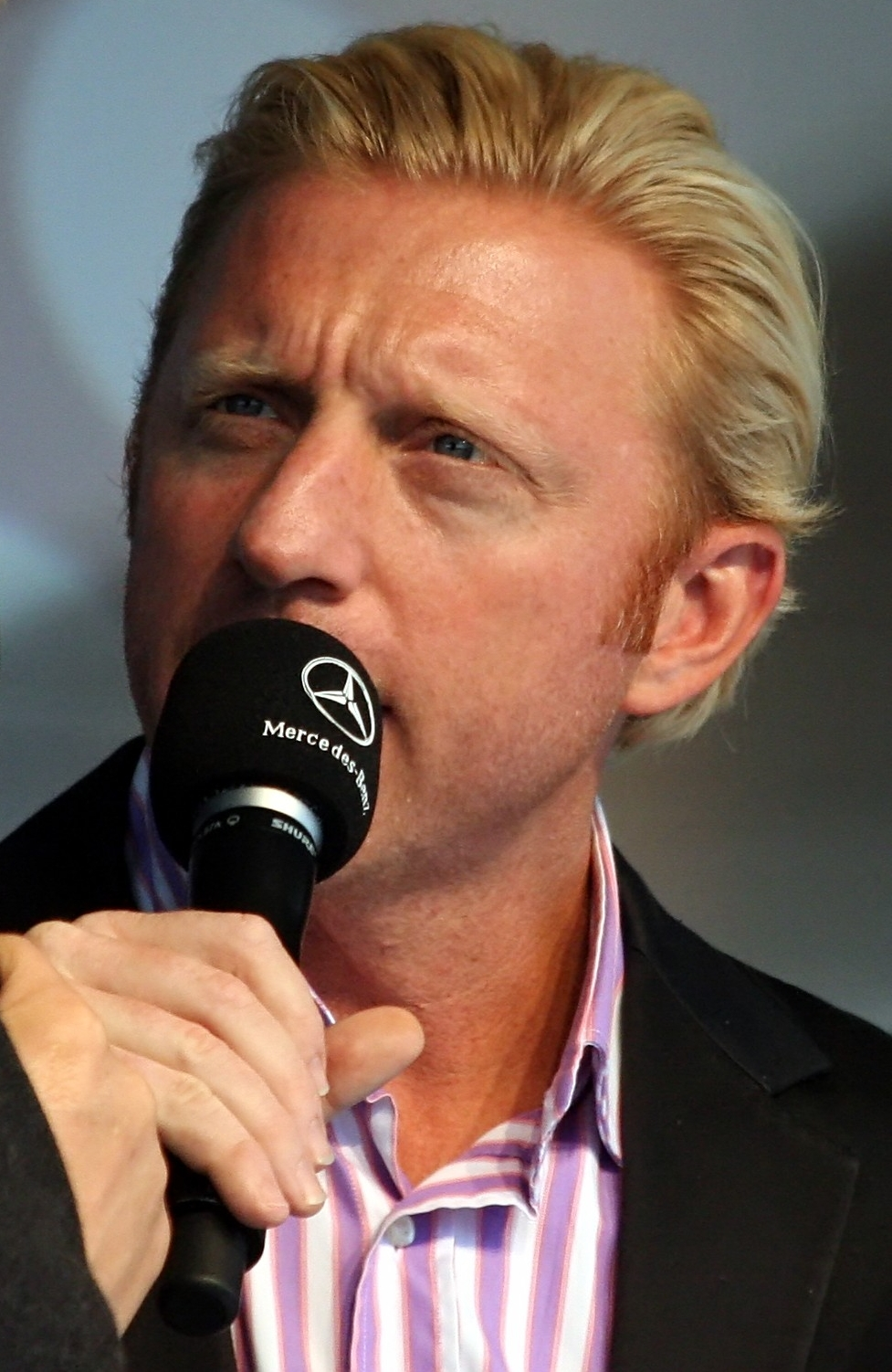
Boris Becker, jucător german de tenis
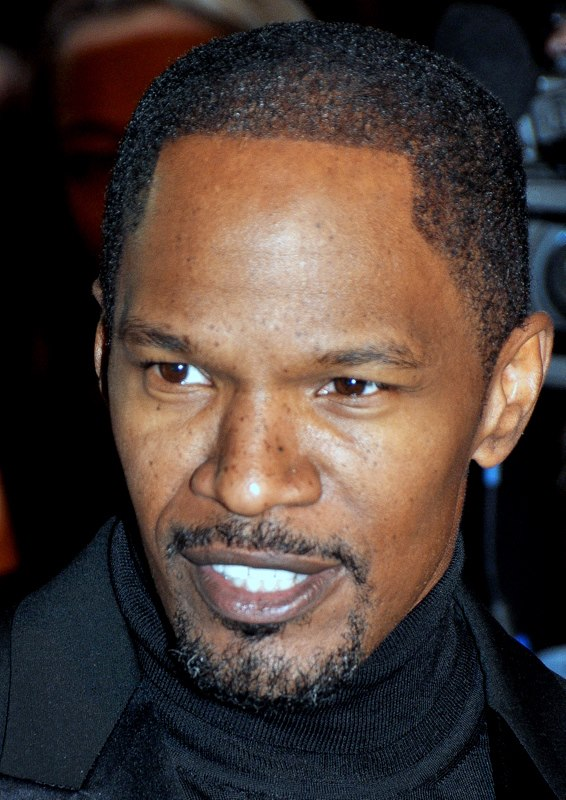
Jamie Foxx, actor american de film, laureat al Premiului Oscar
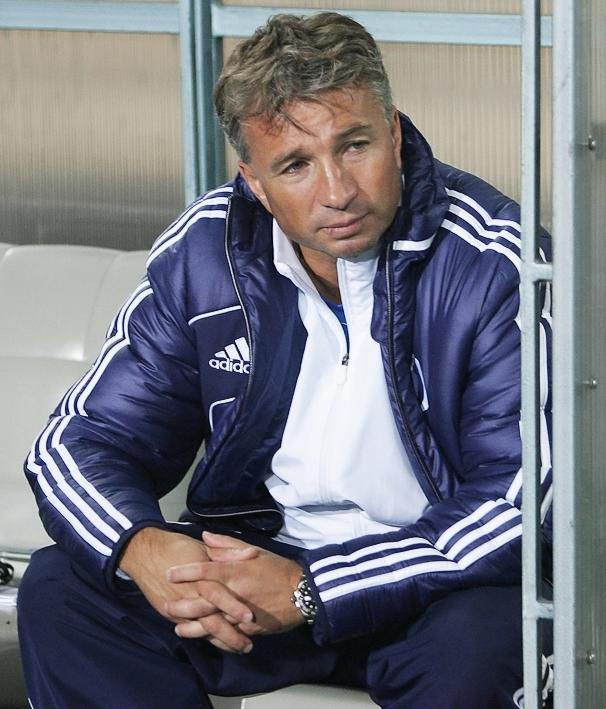
Dan Petrescu, fotbalist și antrenor român

- 3 noiembrie: Sofronie Drincec, episcopul românilor ortodocși din Ungaria
- 3 noiembrie: Maria Răducanu, muziciană română
- 4 noiembrie: Augusta-Maria Moș, politiciană română
- 4 noiembrie: Mino Raiola, impresar de fotbal italian (d. 2022)
- 6 noiembrie: Grigore Obreja, canoist român (d. 2016)
- 6 noiembrie: Peter Westenthaler, politician austriac
- 7 noiembrie: David Guetta, DJ și producător muzical francez de muzică house
- 7 noiembrie: Sharleen Spiteri, cântăreață britanică
- 8 noiembrie: Dragoș Chitic, politician român
- 9 noiembrie: Yoshiro Moriyama, fotbalist japonez
- 11 noiembrie: Romulus Cristea, jurnalist și revoluționar român (d. 2020)
- 12 noiembrie: Takuya Takagi, fotbalist japonez (atacant)
- 12 noiembrie: Dragoș Gabriel Zisopol, politician român
- 13 noiembrie: Susann Atwell, prezentatoare de televiziune, germană
- 14 noiembrie: Timofei Scriabin, boxer din R. Moldova
- 15 noiembrie: Dan Găureanu, scrimer român (d. 2017)
- 15 noiembrie: Pandeli Majko, politician albanez
- 16 noiembrie: George Maior, politician român
- 17 noiembrie: Dean Lorey, scriitor american
- 17 noiembrie: Domenico Schiattarella, pilot italian de Formula 1
- 21 noiembrie: Aura Twarowska (n. Aurora Eleonora Avram), solistă română de operă (mezzosoprană)
- 22 noiembrie: Geany Bălan (Doru Geany Bălan), politician român
- 22 noiembrie: Boris Becker (Boris Franz Becker), jucător german de tenis
- 22 noiembrie: Mark Ruffalo, actor american
- 28 noiembrie: Marcel Ciolacu, politician român, lider al Partidului Social Democrat (din 2019)
- 28 noiembrie: Gheorghe Dumitrașcu, fotbalist român
- 28 noiembrie: Christopher Heaton-Harris, politician britanic
- 28 noiembrie: Toni Ionel Sedecaru, fotbalist român
- 28 noiembrie: Anna Nicole Smith, actriță de film și fotomodel american (d. 2007)
- 30 noiembrie: Cristian Tabără, jurnalist român

### Decembrie
- 1 decembrie: Nestor Carbonell, actor american
- 1 decembrie: Daniel Mogoșanu, fotbalist român
- 2 decembrie: Cornel-Mircea Sămărtinean, politician român
- 3 decembrie: Mark Deklin, actor american
- 4 decembrie: Daniel Ilușcă, politician român
- 4 decembrie: Dănuț Liga, om politic român
- 5 decembrie: Bogdan Gheorghe Stelea, fotbalist (portar) și antrenor român
- 5 decembrie: Florin-Cristian Tătaru, politician român
- 9 decembrie: Dan Diaconescu, jurnalist român
- 11 decembrie: Florinel Dumitrescu, politician român
- 13 decembrie: Jamie Foxx (n. Eric Marlon Bishop), actor american de film, laureat al Premiului Oscar pentru cel mai bun actor (2004)
- 13 decembrie: Colin Kolles, pilot german de Formula 1
- 16 decembrie: Constantin-Daniel Cadariu, politician român
- 19 decembrie: Jens Lehmann, ciclist german
- 19 decembrie: Damian Militaru, fotbalist român
- 20 decembrie: Dmitri Bîkov, scriitor rus
- 22 decembrie: Valeriu Andriuță, actor și regizor din Republica Moldova
- 22 decembrie: Erik L'Homme, romancier francez
- 22 decembrie: Dan Petrescu (Daniel Vasile Petrescu), fotbalist și antrenor român
- 23 decembrie: Carla Bruni, cântăreață și actriță italiano-franceză
- 24 decembrie: Gelu Măgureanu, jurnalist român (d. 2009)
- 25 decembrie: Aledin Amet, om politic român de etnie tătară
- 26 decembrie: Cristian David, politician român
- 29 decembrie: Chris Barnes, cântăreț american
- 29 decembrie: James McTeigue, regizor de film, australian

## Decese

### Ianuarie
- 1 ianuarie: Ramón Zabalo Zubiaurre, 56 ani, fotbalist spaniol (n. 1910)
- 8 ianuarie: Zbigniew Hubert Cybulski, 39 ani, actor polonez (n. 1927)
- 14 ianuarie: Miklós Kállay, 79 ani, politician maghiar (n. 1887)
- 19 ianuarie: Kazimierz Funk, 83 ani, biochimist polonez (n. 1884)

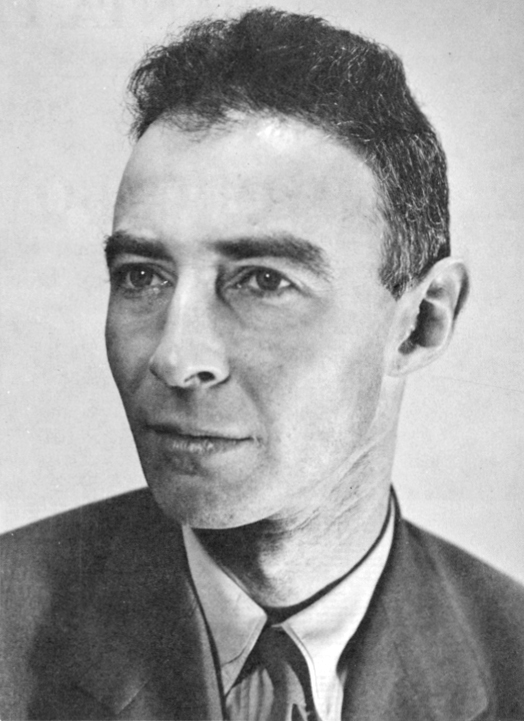
J. Robert Oppenheimer, fizician american
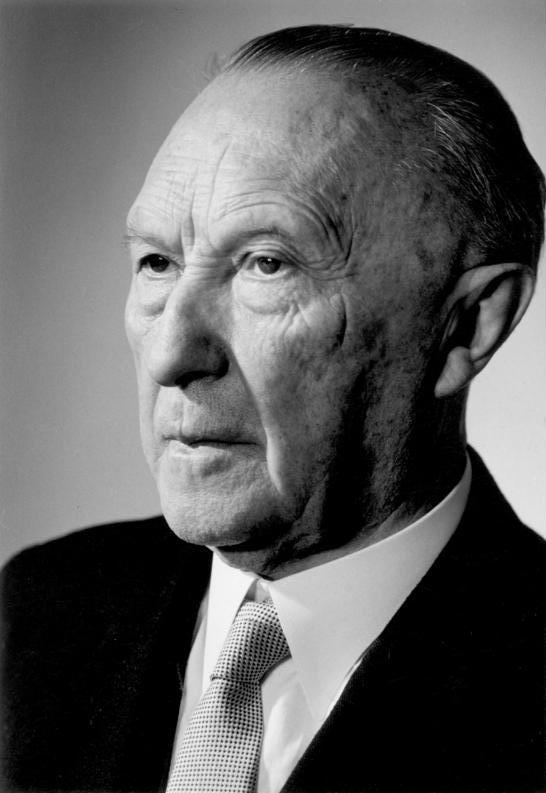
Konrad Adenauer, politician german, cancelar al Germaniei
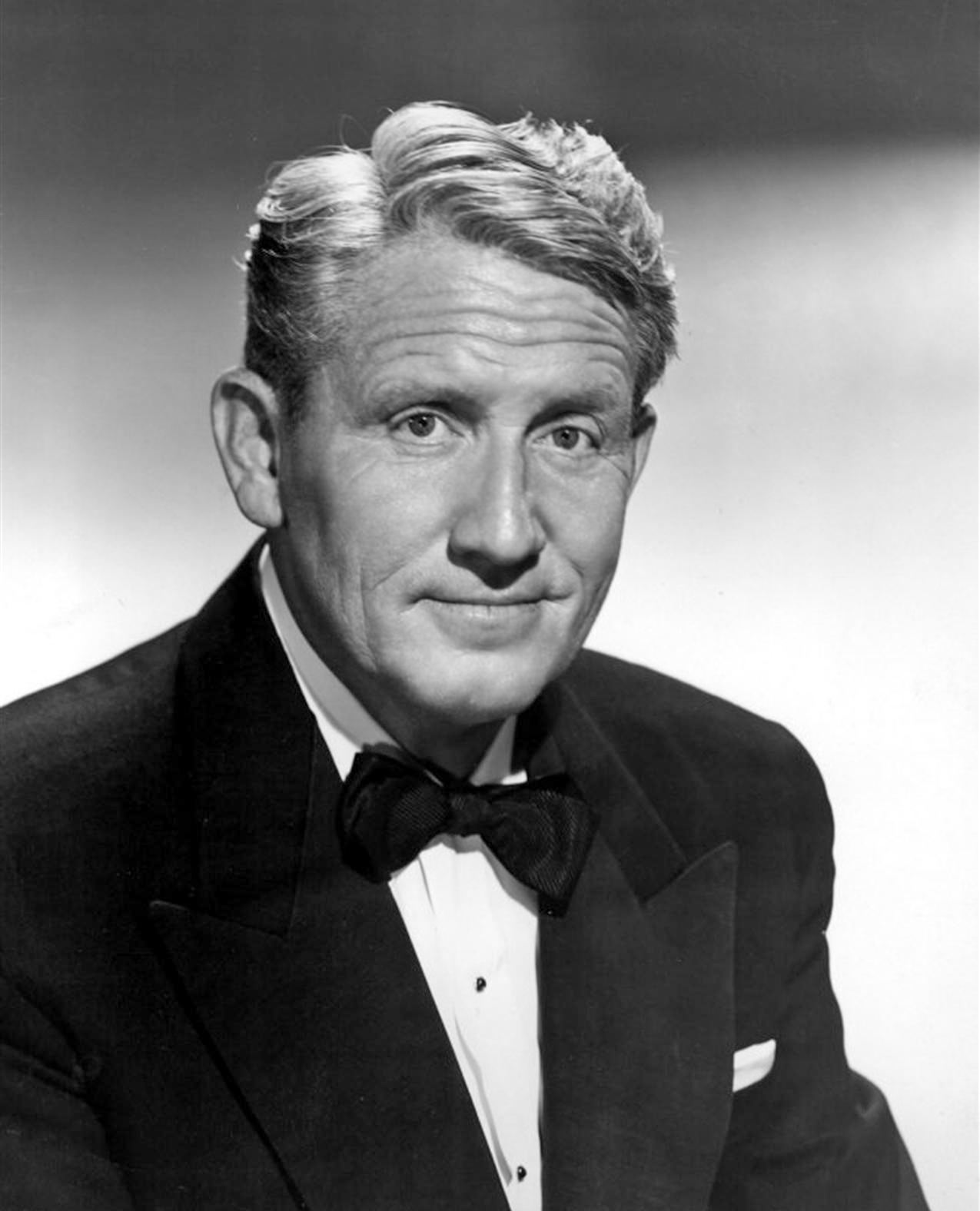
Spencer Tracy, actor american
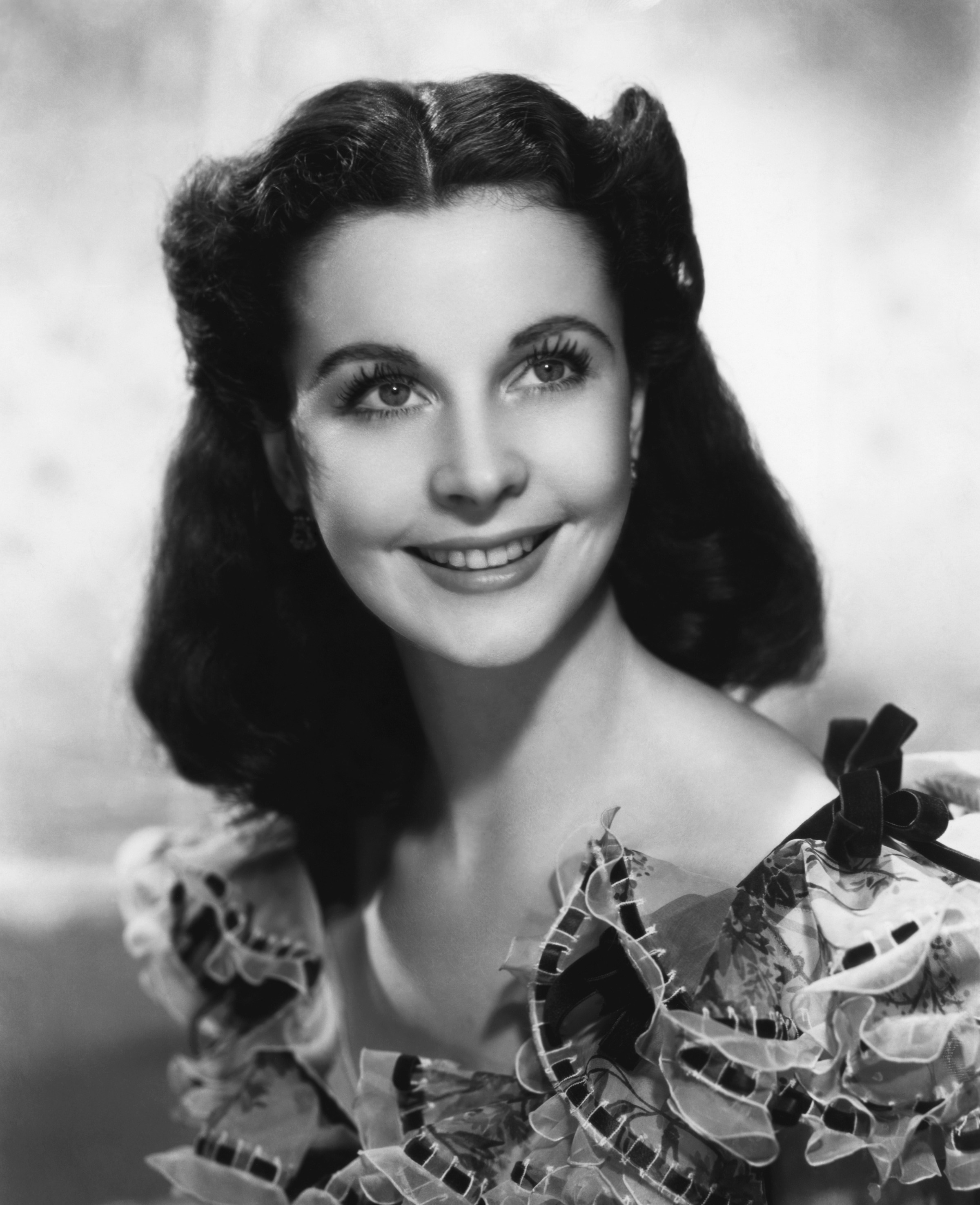
Vivien Leigh, actriță engleză de film și teatru, dublu laureată a Premiului Oscar

- 27 ianuarie: Roger Bruce Chaffee, 31 ani, astronaut, ofițer naval, aviator, inginer aeronautic și pilot de încercare american (Apollo 1), (n. 1935)
- 27 ianuarie: Gus Grissom (n. Virgil Ivan Grissom), 40 ani, astronaut, pilot de încercare și inginer mecanic american (Apollo 1), (n. 1926)
- 27 ianuarie: Coriolan Suciu, 71 ani, istoric român (n. 1895)
- 27 ianuarie: Edward Higgins White II, 36 ani, astronaut, pilot de încercare și inginer aeronautic american (Apollo 1), (n. 1930)
- 29 ianuarie: Ion Buzdugan (n. Ivan Alexandrovici Buzdâga), 79 ani, politician din R. Moldova (n. 1887)

### Februarie
- 4 februarie: Herman Louis Cesar Teirlinck, 87 ani, scriitor belgian (n. 1879)
- 14 februarie: Shūgorō Yamamoto, 63 ani, scriitor japonez (n. 1903)
- 17 februarie: Ciro Alegría Bazán, 57 ani, scriitor peruvian (n. 1909)
- 17 februarie: André Migot, 74 ani, explorator francez (n. 1892)
- 18 februarie: Julius Robert Oppenheimer, 62 ani, fizician american, părintele bombei atomice (n. 1904)
- 21 februarie: Charles Beaumont, 38 ani, scriitor american de literatură SF (n. 1929)
- 21 februarie: Eduardo Viana, 85 ani, pictor portughez (n. 1881)

### Martie
- 5 martie: Mohammad Mosaddegh, 84 ani, prim-ministru al Iranului (1951-1953), (n. 1882)
- 6 martie: Zoltán Kodály, 84 ani, compozitor maghiar (n. 1882)
- 17 martie: Thrasos Kastanakis, 65 ani, scriitor grec (n. 1902)
- 17 martie: Zaharia Tănase, 75 ani, comunist român (n. 1891)
- 27 martie: Jaroslav Heyrovský, 76 ani, chimist ceh laureat al Premiului Nobel (1959), (n. 1890)

### Aprilie
- 5 aprilie: Johan Falkberget (n. Johan Petter Lillebakken), 87 ani, politician norvegian (n. 1879)
- 19 aprilie: Konrad Adenauer (n. Konrad Hermann Joseph Adenauer), 91 ani, politician creștin-democrat german, cancelar al Germaniei (1949-1963), (n. 1876)
- 20 aprilie: Léo-Paul Desrosiers, 71 ani, scriitor canadian (n. 1896)
- 21 aprilie: André-Louis Danjon, 77 ani, astronom francez (n. 1890)
- 26 aprilie: Nicolae Cernescu, 63 ani, chimist român (n. 1904)
- 29 aprilie: Anthony Mann, 60 ani, regizor de film, american (n. 1906)

### Mai
- 1 mai: Gheorghe Racoveanu, 67 ani, jurnalist român (n. 1900)
- 12 mai: Liviu Deleanu (n. Lipe Kligman), 56 ani, scriitor din R. Moldova (n. 1911)
- 12 mai: John Edward Masefield, 88 ani, poet, dramaturg și eseist englez (n. 1878)
- 14 mai: Osvaldo Moles, 54 ani, jurnalist și textier brazilian (n. 1913)
- 15 mai: Edward Hopper, 84 ani, pictor american (n. 1882)
- 15 mai: Tudor Paraschiva, 47 ani, fotbalist român (atacant), (n. 1919)
- 22 mai: Josip Plemelj, 93 ani, matematician sloven (n. 1873)
- 30 mai: Claude Rains, 77 ani, actor britanic (n. 1889)

### Iunie
- 7 iunie: Serghei Gorodețki, 83 ani, poet rus (n. 1884)
- 8 iunie: Otilia Cazimir (n. Alexandrina Gavrilescu), 73 ani, poetă română (n. 1894)
- 10 iunie: Spencer Bonaventure Tracy, 67 ani, actor american (n. 1900)
- 19 iunie: Mircea T. Bădulescu, 49 ani, aviator militar român (n. 1917)
- 23 iunie: Benjamin Abrams, 73 ani, inginer american de etnie română (n. 1893)
- 26 iunie: Françoise Dorléac, 25 ani, actriță franceză (n. 1942)

### Iulie
- 3 iulie: Ioan Lupaș, 87 ani, istoric român (n. 1880)
- 8 iulie: Vivien Leigh (n. Vivian Mary Hartley), 53 ani, actriță engleză de film și teatru, dublu laureată a Premiului Oscar (1939 și 1951), (n. 1913)
- 14 iulie: Tudor Arghezi (n. Ion Nae Theodorescu), 87 ani, poet, prozator și jurnalist român, membru titular al Academiei Române (n. 1880)
- 17 iulie: John William Coltrane, 40 ani, saxofonist și compozitor de jazz american (n. 1926)
- 21 iulie: Eižens Laube, 87 ani, arhitect leton (n. 1880)
- 21 iulie: Albert Lutuli, 68 ani, politician sud-african, laureat al Premiului Nobel (1960), (n. 1897)
- 21 iulie: Philip St. John Basil Rathbone, 75 ani, actor britanic (n. 1892)

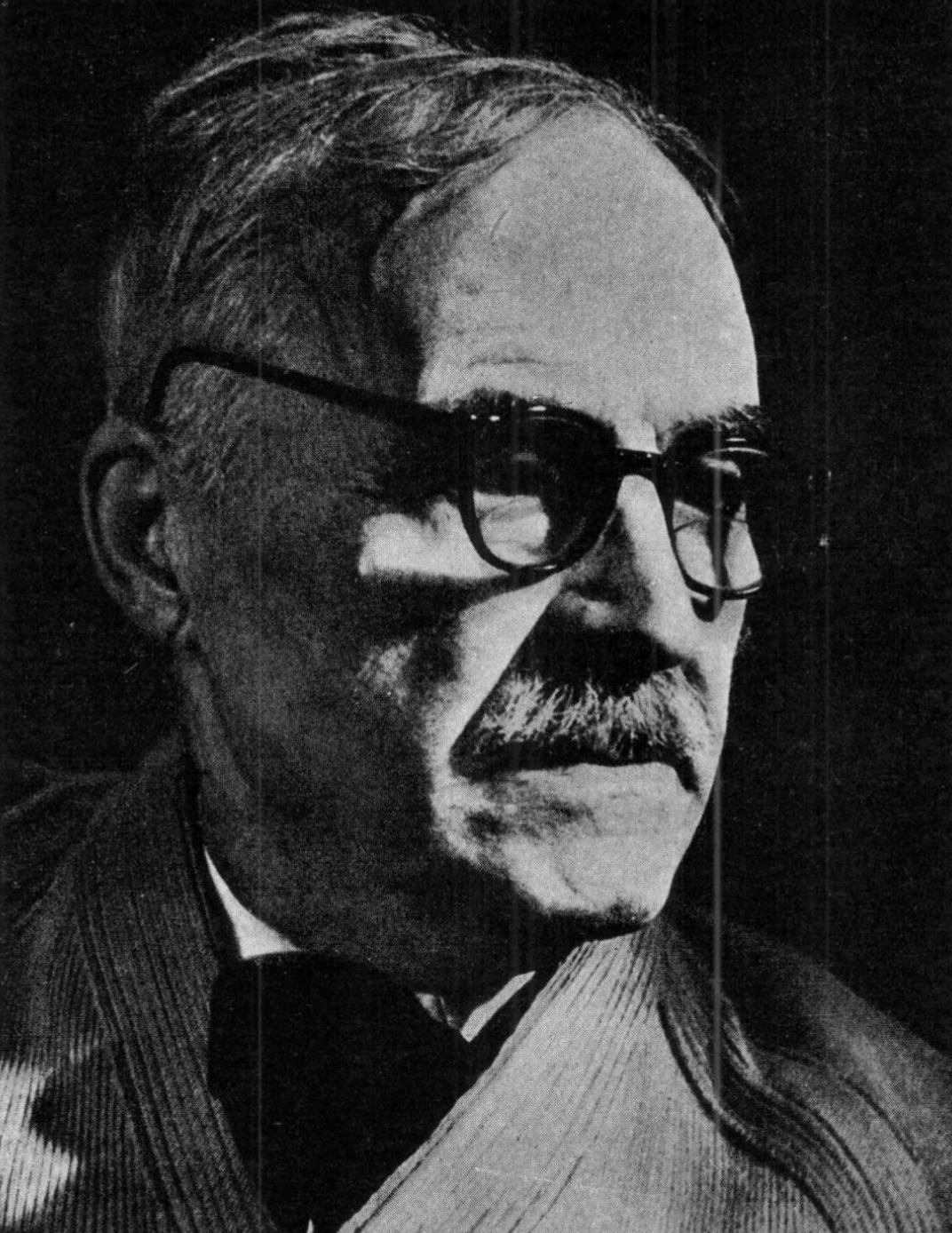
Tudor Arghezi, poet, prozator și jurnalist român
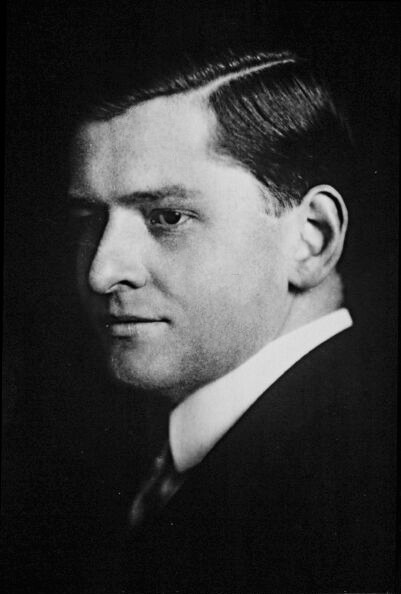
Richard Kuhn, chimist german, laureat al Premiului Nobel
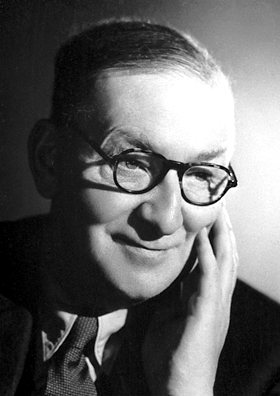
John Cockcroft, fizician britanic, laureat al Premiului Nobel
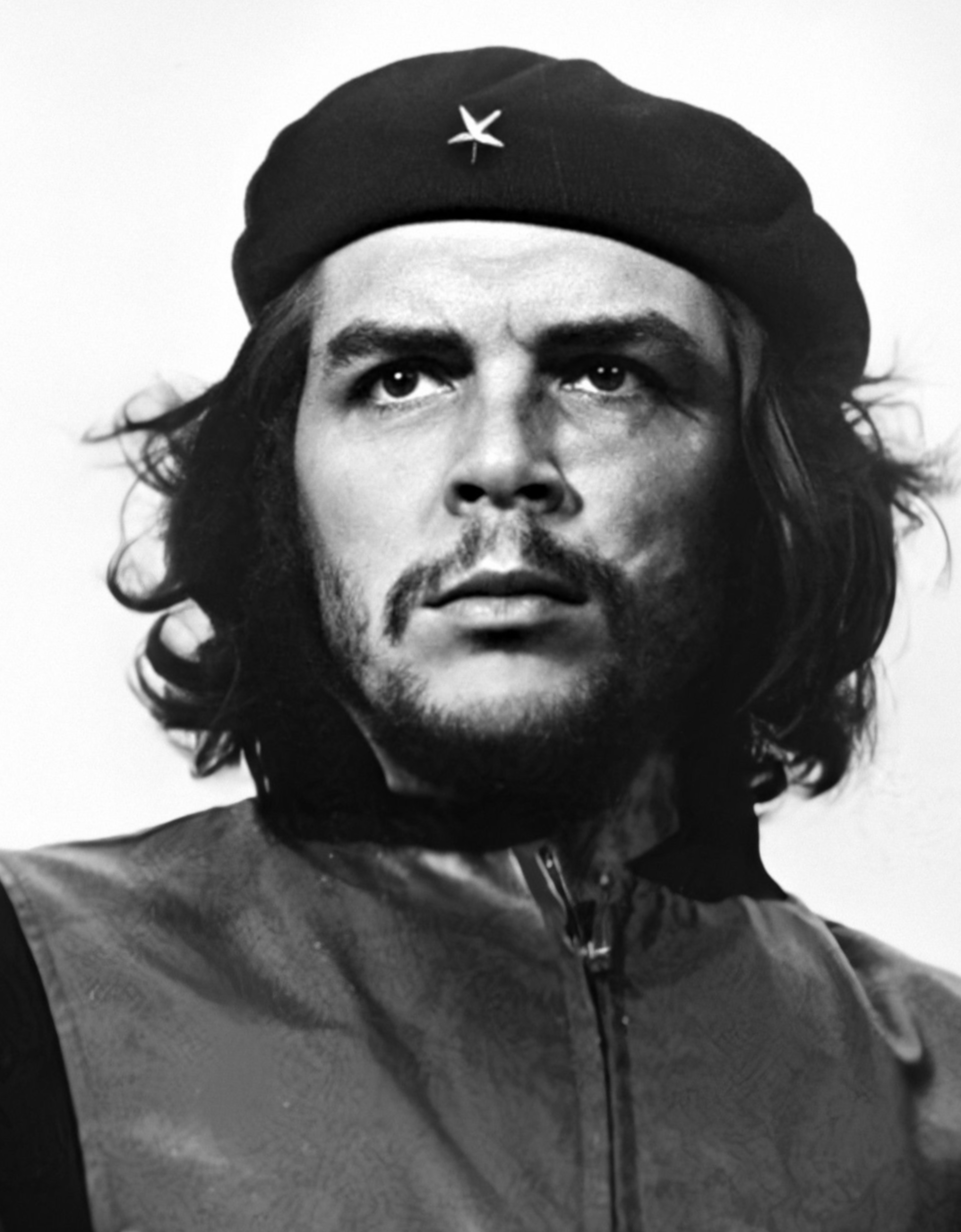
Che Guevara, revoluționar marxist argentinian, medic, autor, diplomat și teoretician militar

- 26 iulie: Alexandru Cișman, 70 ani, fizician român, membru corespondent al Academiei Române (n. 1897)
- 26 iulie: Milán Füst, 79 ani, scriitor maghiar (n. 1888)

### August
- 1 august: Richard Kuhn (n. Richard Johann Kuhn), 66 ani, chimist austriac, laureat al Premiului Nobel (1938), (n. 1900)
- 4 august: Frank DeSimone, 57 ani, mafiot american (n. 1909)
- 9 august: Anton Walbrook (n. Adolf Anton Wilhelm Wohlbrück), 70 ani, actor austriac (n. 1896)
- 14 august: Bob Anderson, 36 ani, motociclist și pilot englez de Formula 1 (n. 1931)
- 15 august: René Magritte (n. René François Ghislain Magritte), 68 ani, pictor belgian suprarealist (n. 1898)
- 22 august: Gregory Goodwin Pincus, 64 ani, biochimist american (n. 1903)

### Septembrie
- 12 septembrie: Vladimir Bartol, 64 ani, scriitor sloven (n. 1903)
- 18 septembrie: John Douglas Cockcroft, 70 ani, fizician britanic, laureat al Premiului Nobel (1951), (n. 1897)
- 18 septembrie: Tudor Șoimaru (n. Gheorghe Drăgușanu), 68 ani, critic literar și scriitor român (n. 1898)
- 19 septembrie: Zinaida Serebriakova, 82 ani, pictoriță rusă (n. 1884)
- 21 septembrie: Dimitrie Mârza, 72 ani, politician român (n. 1894)
- 23 septembrie: Ștefan Nădășan, 66 ani, inginer român, membru titular al Academiei Române (n. 1901)
- 27 septembrie: Leonard Colebrook, 84 ani, medic bacteriolog britanic (n. 1883)
- 29 septembrie: Carson McCullers, 50 ani, scriitoare americană (n. 1917)
- 29 septembrie: Basil Theodorescu, 76 ani, medic român (n. 1891)

### Octombrie
- 8 octombrie: Clement Attlee, 84 ani, politician britanic, prim-ministru al Regatului Unit (1945-1951), (n. 1883)
- 9 octombrie: Che Guevara (n. Ernesto Guevara), 39 ani, revoluționar marxist argentinian, medic, autor, diplomat și teoretician militar (n. 1928)
- 11 octombrie: Halina Poświatowska, 32 ani, poetă poloneză (n. 1935)
- 13 octombrie: Dimitrie I. Ghica, 92 ani, politician român (n. 1875)
- 13 octombrie: Georges Sadoul, 63 ani, jurnalist francez (n. 1904)
- 14 octombrie: Marcel Aymé, 65 ani, dramaturg francez (n. 1902)
- 15 octombrie: Ștefan S. Nicolau, 71 ani, medic virusolog român (n. 1896)
- 17 octombrie: Pu Yi, 61 ani, împărat chinez (n. 1906)

### Noiembrie
- 6 noiembrie: Jean Claude Barthélemy Dufay, 71 ani, astronom francez (n. 1896)
- 7 noiembrie: John N. Garner, 98 ani, politician american (n. 1868)
- 14 noiembrie: Petre P. Panaitescu, 67 ani, istoric și filolog român, membru corespondent al Academiei Române (n. 1900)
- 24 noiembrie: George Cristea Nicolescu, 56 ani, critic literar român (n. 1911)
- 30 noiembrie: Josias, Prinț Ereditar de Waldeck și Pyrmont, 71 ani, politician german (n. 1896)

### Decembrie
- 16 decembrie: Alexandru A. Hodoș, 74 ani, jurnalist român (n. 1893)
- 19 decembrie: Samoilă Mârza, 81 ani, fotograf român (n. 1886)

## Premii Nobel
- Fizică: Hans Albrecht Bethe (SUA)
- Chimie: Manfred Eigen (Germania), Ronald George Wreyford Norrish, George Porter (Regatul Unit)
- Medicină: Ragnar Granit, Haldan Keffer Hartline, George Wald (SUA)
- Literatură: Miguel Angel Asturias (Guatemala)
- Pace: O treime din premiul in bani a fost alocat Fondului Principal, iar celelalte două treimi au fost alocate Fondului Special aferent acestei categorii